# Спілка власників житла України
Спілка власників житла України (скор. СВЖУ, рос. Союз собственников жилья Украины) — українська громадська організація, створена 16 грудня 2006 р., зареєстрована у 2007 році.
Головним завданням СВЖУ є захист прав власників житла, підвищення якості управління житлово-комунальним господарством, поліпшення діяльності і створення нових об'єднань співвласників багатоквартирних будинків (ОСББ), сприяння взаємодії ОСББ та житлово-будівельних кооперативів України.

## Керівництво
Органами управління СВЖУ визначені: конференція, правління та голова.
Голова та співзасновник організації — Олексій Кучеренко, кандидат соціологічних наук, міністр з питань житлово-комунального господарства (2007—2010), народний депутат Верховної ради III, V та VI скликань, голова Запорізької облдержадміністрації у 2000—2001 рр.

## Мета і напрями діяльності
Метою діяльності СВЖУ є об'єднання громадян для задоволення та захисту своїх законних інтересів у житловій сфері.
Основними напрямами діяльності СВЖУ є:
- захист інтересів членів СВЖУ, їх інформаційна підтримка;
- участь у вивченні, узагальнення та розповсюдження передового досвіду роботи об'єднань співвласників багатоквартирних будинків та житлово-будівельних кооперативів в Україні і інших країнах;
- участь у підготовці та внесенні комітетам Верховної Ради України, міністерствам і відомствам законопроєктів, програм та проєктів у галузі житлової політики, реформи житлово-комунального господарства, пропозицій щодо вдосконалення нормативно-правових актів, регулюючих сферу житлової політики та житлово-комунального господарства;
- участь у розробці і виданні методичних рекомендацій щодо всіх аспектів діяльності об'єднань співвласників багатоквартирних будинків та житлово-будівельних кооперативів;
- участь у проведенні семінарів, науково-практичних конференцій, симпозіумів, інших форм обміну досвідом з питань житлової політики, діяльності ОСББ та ЖБК;
- участь у розповсюдженні інформації про нові законодавчі та нормативні акти з питань житлово-комунального господарства, їх зміни, коментарів та рекомендацій щодо їх застосування;
- громадський контроль за ходом виконання реформування житлово-комунального господарства та сферою житлово-комунальних послуг.

## Здобутки

### Судова справа проти КМДА
СВЖУ 2017 року оскаржила в суді новозатверджені розпорядженням КМДА № 668 від 6 червня 2017 року тарифи на утримання будинків та прибудинкових територій, що надають комунальні підприємства — керуючі компанії з обслуговування житлового фонду районів міста Києва.
Рішенням від 6 липня 2018 року Окружного адміністративного суду Києва у за позовом СВЖУ до міської адміністрації частково задоволено позов, визнано протиправним та скасовано розпорядження КМДА № 668 від 06 червня 2017 року «Про встановлення тарифів та структури тарифів на послуги з утримання будинків і споруд та прибудинкових територій […]» (справа № 826/8441/17).
20 грудня 2018 року колегія суддів Шостого апеляційного адміністративного суду, розглянувши апеляційну скаргу КМДА у цій справі № 826/8441/17, постановила залишити її без задоволення, а рішення Окружного адміністративного суду міста Києва — без змін.
31 січня 2019 касаційним адміністративним судом відмовлено в задоволенні заяви КМДА про зупинення дії рішення Окружного адміністративного суду м. Києва від 06.07.2018 та постанови Шостого апеляційного адміністративного суду від 20.12.2018.
Ухвалою слідчого судді Печерського районного суду міста Києва від 15.05.2019, що розглянув скаргу СВЖУ, зобов'язано компетентну посадову особу Печерського УП ГУНП у місті Києві внести відомості до Єдиного реєстру досудових розслідувань за ознакою вчинення кримінального правопорушення, передбаченого статтею 382 Кримінального кодексу України (умисне невиконання вироку, рішення, ухвали, постанови суду, що набрали законної сили, або перешкоджання їх виконанню).
Постановою Верховного Суду у складі колегії суддів Касаційного адміністративного суду від 12 червня 2019 року скасовано рішення Окружного адміністративного суду м. Києва від 06 липня 2018 року та постанову Шостого апеляційного адміністративного суду від 20 грудня 2018 року, а справу направлено на новий розгляд до суду першої інстанції.

## Публічні та правові заходи
- 14 травня 2007 СВЖУ підписала угоду про співпрацю з Міністерством житлово-комунального господарства України[9].
- У липні 2012 року Спілка звернулася з відкритим листом до президента Януковича щодо законопроєкту, яким пропонується удосконалення системи управління житловим фондом[10].
- У лютому 2019 року звернулася до НАБУ через заподіяння Київською міськдержадміністрацією прямих збитків держбюджету[11].
- 26 лютого 2019 року підписала меморандум про співпрацю з кандидатом на пост президента Юлією Тимошенко[12][13].
- У березні 2019 року звернулася до правоохоронних органів із заявами щодо невиконання КМДА та керівними компаніями рішення суду, яким визнано незаконними завищені тарифи на утримання будинків та прибудинкових територій[14].
- У квітні 2019 року виступила в суді проти скасування припису Держпродспоживслужби[15].
- У травні 2019 року запропонувала громадянам разом звернутися до нового Президента щодо критичної ситуації у ЖКГ[16].

## Відео
- Представники ВГО звернулися до НАБУ та МВС щодо умисного ігнорування КМДА судового рішення
- СВЖУ пропонує громадянам разом звернутися до нового Президента щодо критичної ситуації у ЖКГ

## Представництво в мережі інтернет
- Сторінка Спілки власників житла України в Фейсбук [Архівовано 18 квітня 2019 у Wayback Machine.]
- Офіційний сайт Спілки власників житла України [Архівовано 18 квітня 2019 у Wayback Machine.]
- Блог Спілки власників житла України [Архівовано 25 травня 2019 у Wayback Machine.]